# Oficina de farmàcia

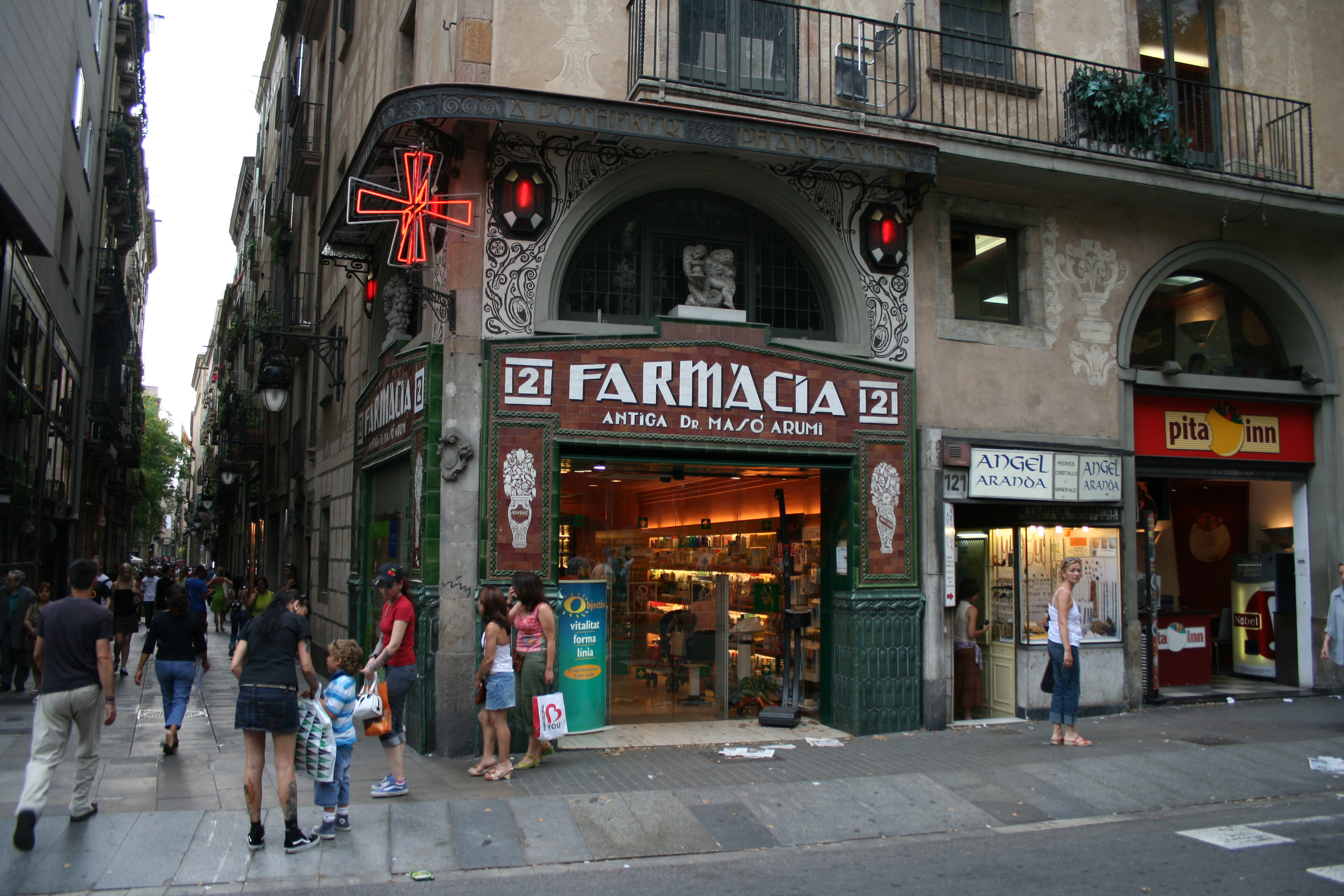
Oficina de Farmàcia a la Rambla de Canaletes a Barcelona

L'oficina de farmàcia (OF) és l'establiment on un farmacèutic (Llicenciat de l'àrea de farmàcia) exerceix la farmàcia, o sia, proporciona serveis de salut als usuaris dispensant medicaments i altres productes de parafarmàcia com productes de cosmètica, aliments especials, productes d'higiene personal, etc.
Popularment, a l'oficina de farmàcia se la sol anomenar simplement farmàcia i tradicionalment se li anomena apotecaria. És un establiment privat d'interès públic, el farmacèutic és l'encarregat de l'Atenció Farmacèutica a l'usuari, que implica, en primer lloc, el seguiment farmacoterapèutic, l'acte en si mateix de la dispensació, el control i indicació de les preses, el control de les possibles interaccions i la correcta conservació.
Per definició el medicament és un bé essencial, que fa que la farmàcia sigui un establiment d'interès públic. El farmacèutic o tècnic en farmàcia, fa la dispensació, que no es limita simplement a la venda del producte, sinó també a l'assessorament de l'usuari, per tal d'aconseguir un ús responsable dels medicaments i la gestió de dades corresponents.

## Dispensació
La dispensació de medicaments o productes sanitaris pot ser: 

### Amb recepta
La gran majoria de medicaments, requereix prescripció feta per un professional sanitari (metges, veterinaris, odontòlegs…) Segons les condicions de prescripció. Són susceptibles de finançament si estan inclosos en la cartera de serveis comuns del Sistema Nacional de Sanitat. El SNS, es fa càrrec de la totalitat o part de l'import del producte corresponent: 
- D'aportació normal: L'usuari paga el 40% de l'import total del medicament.

- D'aportació reduïda: L'usuari paga el 10% (sempre que no sigui superior a 2,64 €).

- Exempts d'aportació: L'usuari rep el medicament sense cap cost (pensionistes i col·lectius assimilats, afectats pel síndrome tòxic, discapacitats, medicaments derivats d'accidents de treball o malalties professionals i els que es dispensen als centres sanitaris)

### Sense recepta
Altres medicaments denominats Especialitats Farmacèutiques Publicaries (EFP) no necessiten recepta i, per tant, qualsevol usuari pot tenir accés al medicament sense prescripció.
Si l'oficina de farmàcia alberga un laboratori, el farmacèutic, pot elaborar medicaments amb dosis adaptades per a nens o certes patologies que no disposen d'una especialitat farmacèutica comercial (fórmules magistrals i preparats oficinals) i fer petites anàlisis clíniques. També pot tenir una zona especialitzada en el control de constants vitals i paràmetres somatomètrics (pes, alçada, índex de massa corporal)

## Farmàcies destacades

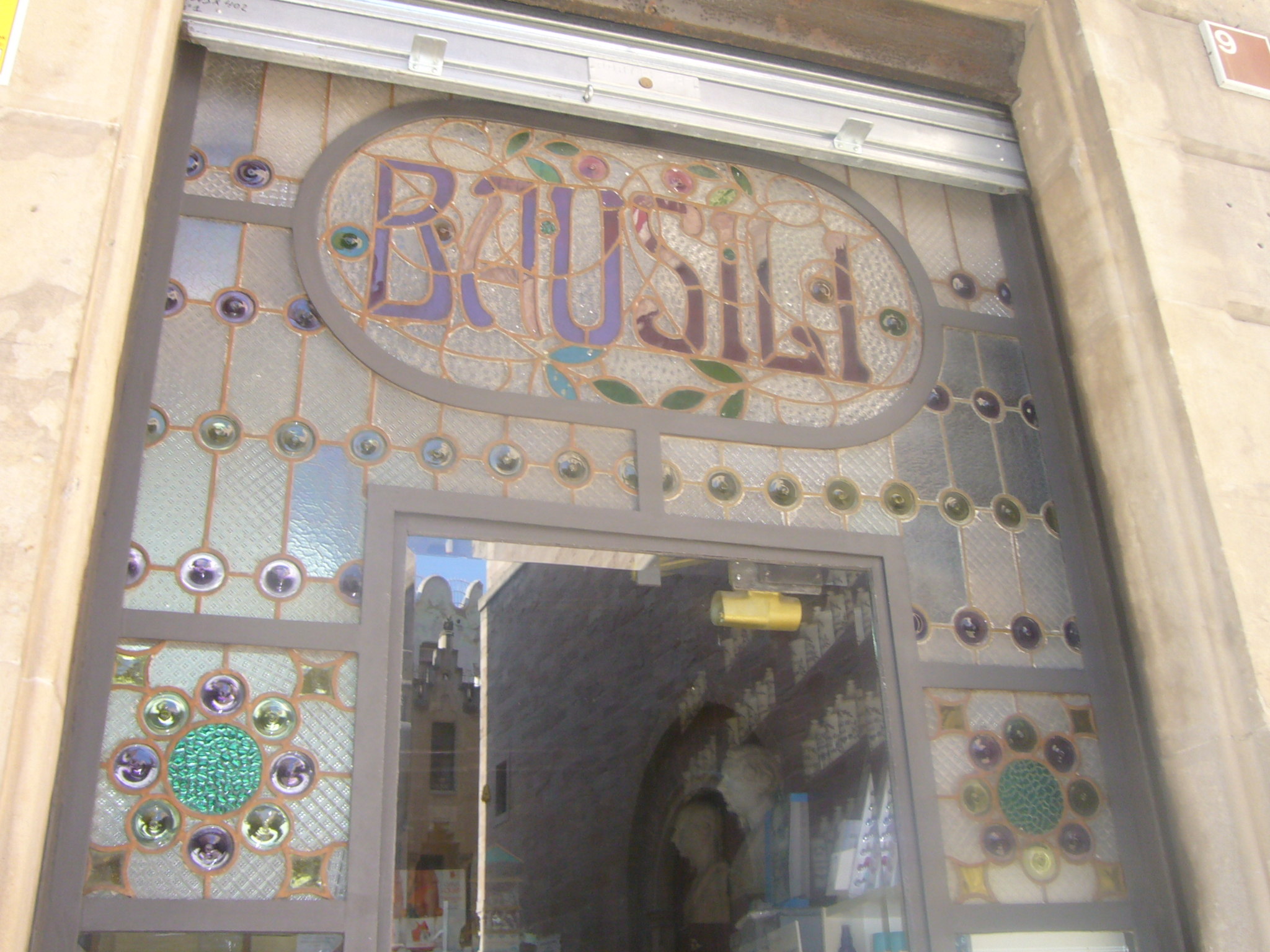
Vidrieres emplomades de la Farmàcia Bausili, a Igualada

En l'àmbit de Catalunya, cal destacar la Farmàcia Bausili, fundada a Igualada a finals del segle XV i regentada per la família Bausili des de 1748. És la farmàcia més antiga d'Europa oberta ininterrompudament al públic fins a l'actualitat. Aquesta farmàcia conserva vidrieres emplomades instal·lades al voltant de 1889, amb la marca comercial en lletres modernistes i decoració geomètrica i floral d'aquest període artístic.
La Farmàcia Bolós (antiga farmàcia Novellas), situada a la rambla de Catalunya de Barcelona, fou decorada l'any 1902. La porta d'accés està formada per tres panells de fusta amb vidre emplomat amb la representació del dibuix d'un taronger i el nom de Novellas. A l'interior, es conserven les vitrines, el taulell de caoba, les pintures murals en els sostres i els vitralls modernistes de l'època original.
La Farmàcia Esteve de Llívia, d'origen medieval i situada a la Cerdanya, disposa d'un museu que conserva bocals de vidre del segle xix, una biblioteca, instruments de laboratori, drogues antigues, preparats i receptaris.

## Rètol de farmàcia
Per a la fàcil identificació d'una oficina de farmàcia es col·loca a la façana de l'establiment un rètol, que varia en funció del país, comunitat o ciutat. Els més estesos són la creu (verda o vermella), la copa d'Higiea, el morter i la mà de morter.

### Creu de farmàcia
La creu com a símbol de salut s'originà el 1863 amb la creu roja del suís Henri Dunant. A França es va canviar el vermell pel verd, més relacionat amb la natura, salut, esperança i vida. A Espanya cada comunitat autònoma té la seva normativa; la majoria indiquen que el color preferible és el verd, tret de Catalunya, que al Decret 168/1990, de 3 de juliol, indica que el color preferible és el vermell, com a Alemanya; altres comunitats, com Canàries o Cantàbria, no fan referència al color. Les creus modernes de leds sovint canvien de color alternativament.

La forma de la creu pot ser de creu llatina o de creu de Malta modificada. Al seu interior a vegades s'hi afegeix la copa d'Higiea, o bé l'hora o la temperatura. La mida està regulada en algunes comunitats o municipis, com a Galícia, que no pot excedir de 90 x 90 cm; a Madrid l'Ordenança Reguladora de la Publicitat Exterior, de 30 de gener de 2009, estableix una màxima de 125 cm; a Barcelona l'Ordenança dels usos del Paisatge Urbà marca un màxim de 60 cm en els carrers de fins a 10 m d'amplada, i de 70 cm per als més amples.

Creu llatina
Creu de Malta modificada
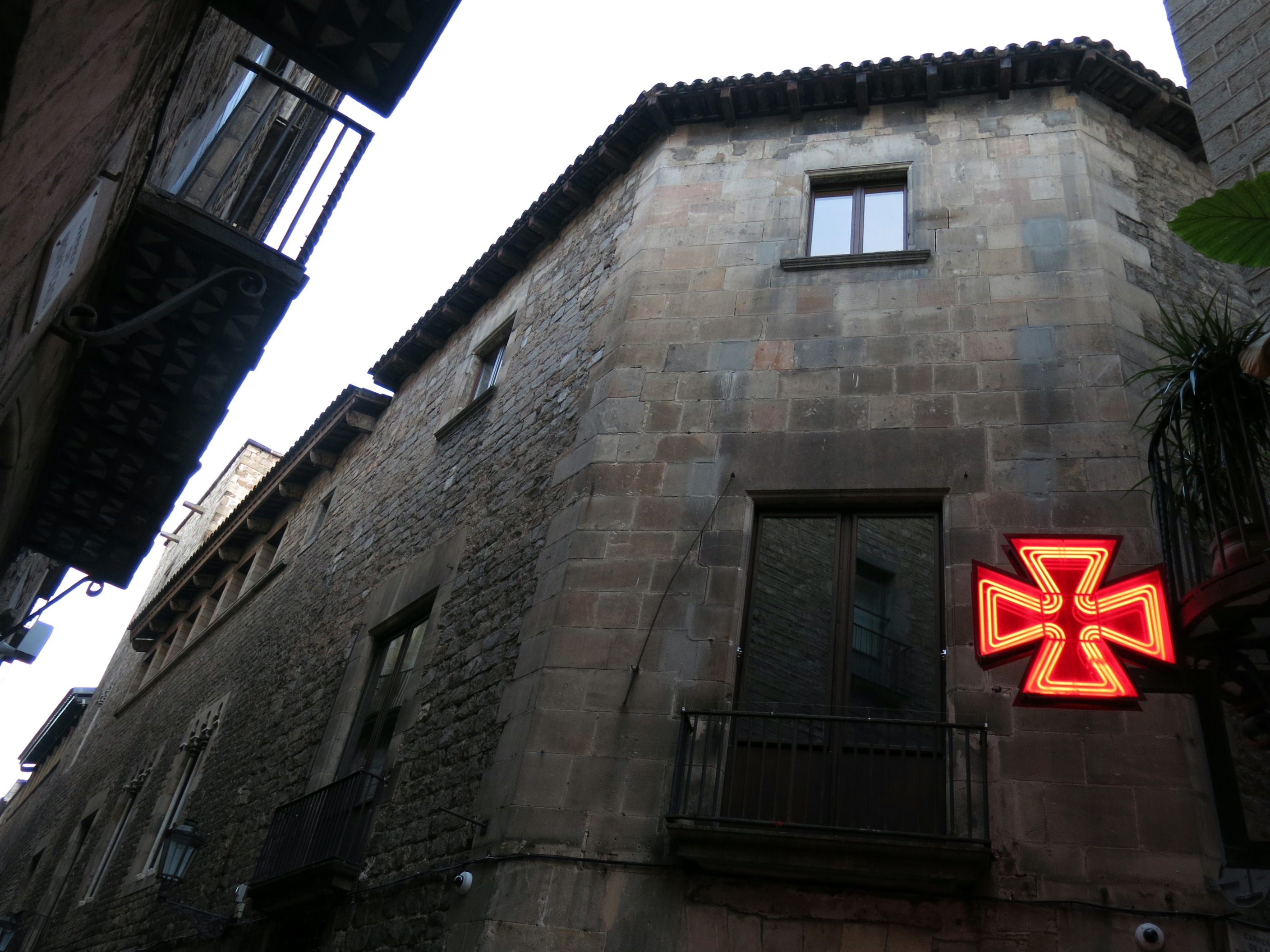
Creu de Malta vermella a Barcelona
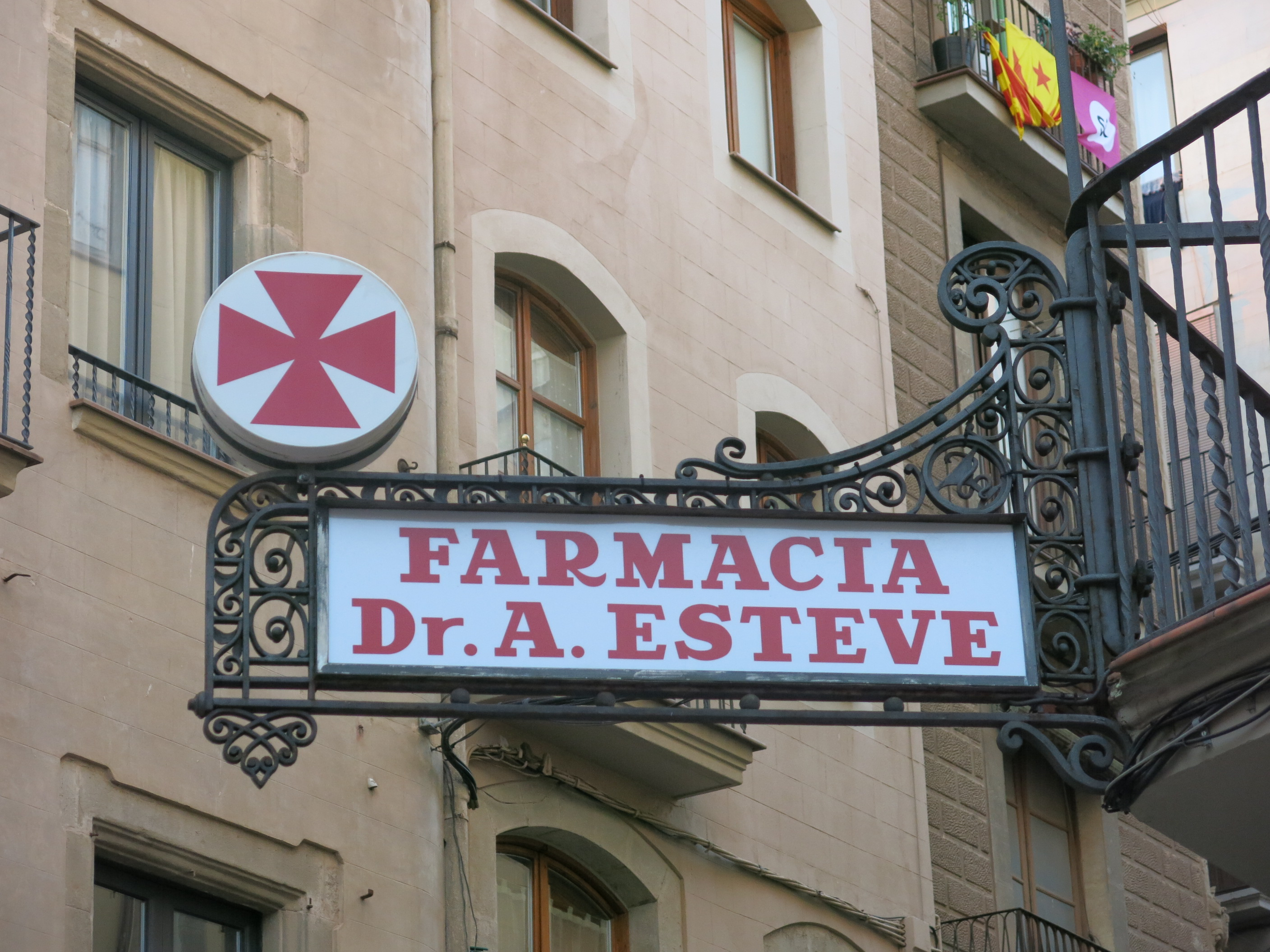
Creu de Malta vermella a Manresa
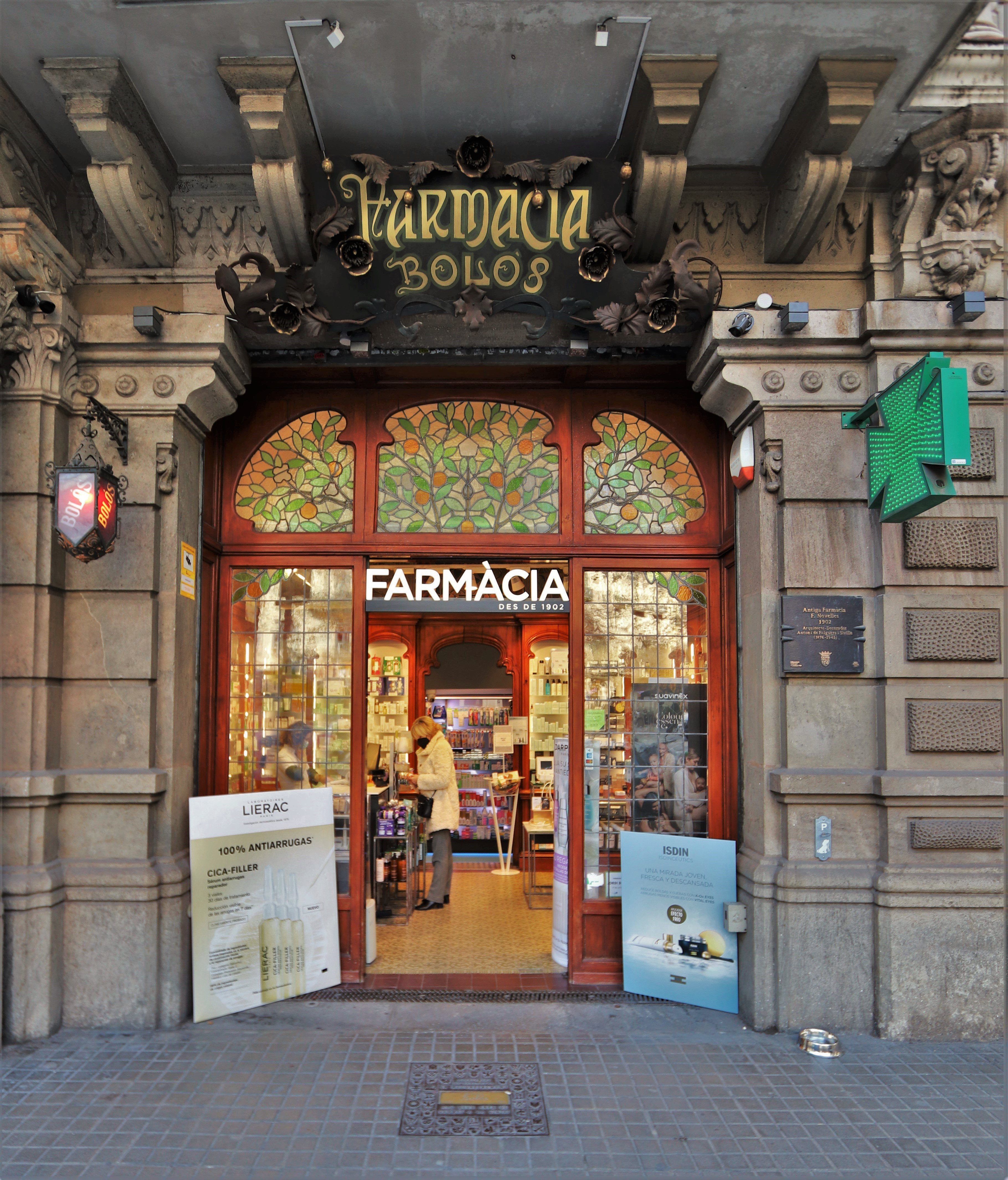
Creu de Malta verda a Barcelona
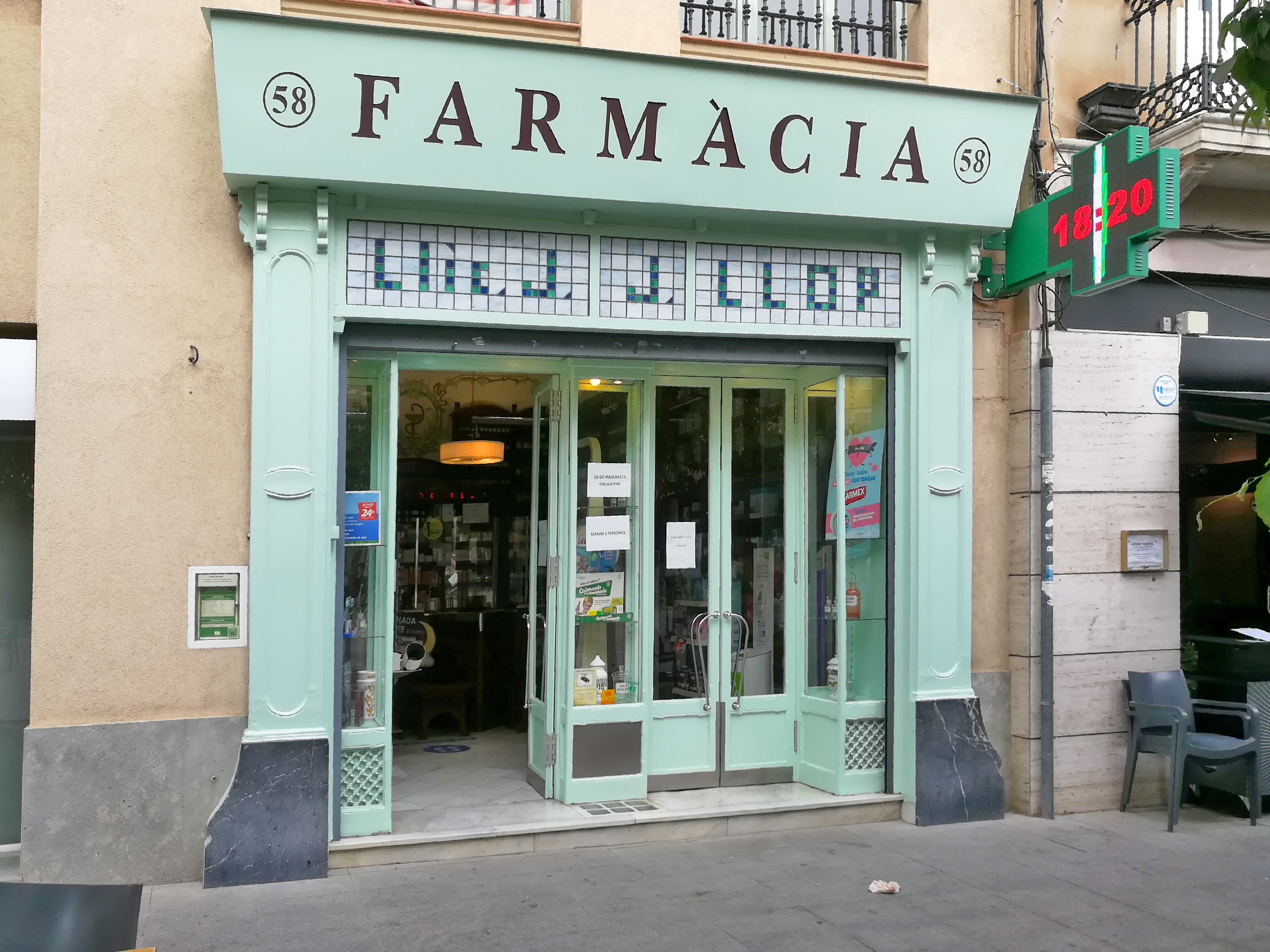
Creu llatina verda a Sabadell, amb l'hora

### Copa d'Higiea
En la mitologia grega Asclepi (Escolapi per als romans) era el déu de la medicina. El seu avi Zeus el va fulminar amb un llamp per tal d'evitar que els homes escapessin de la mort. Els mortals van erigir temples per honorar Esculapi, on van aparèixer serps que semblaven mortes, però que en agafar-les van tornar a la vida miraculosament. Per aquest motiu es va convertir en el símbol de la curació. Higiea, filla d'Esculapi, era l'encarregada del manteniment dels temples de les serps. Se la representa amb una serp al braç i un bol a la mà.

El 1796 la Societé Parisienne de Pharmacie ja va representar la copa d'Higiea en una moneda. Des d'aleshores la copa representa la poció medicinal i la serp està associada a la curació. El 1964 l'American Pharmacists Association va adoptar la copa d'Higiea com a símbol de la professió farmacèutica.

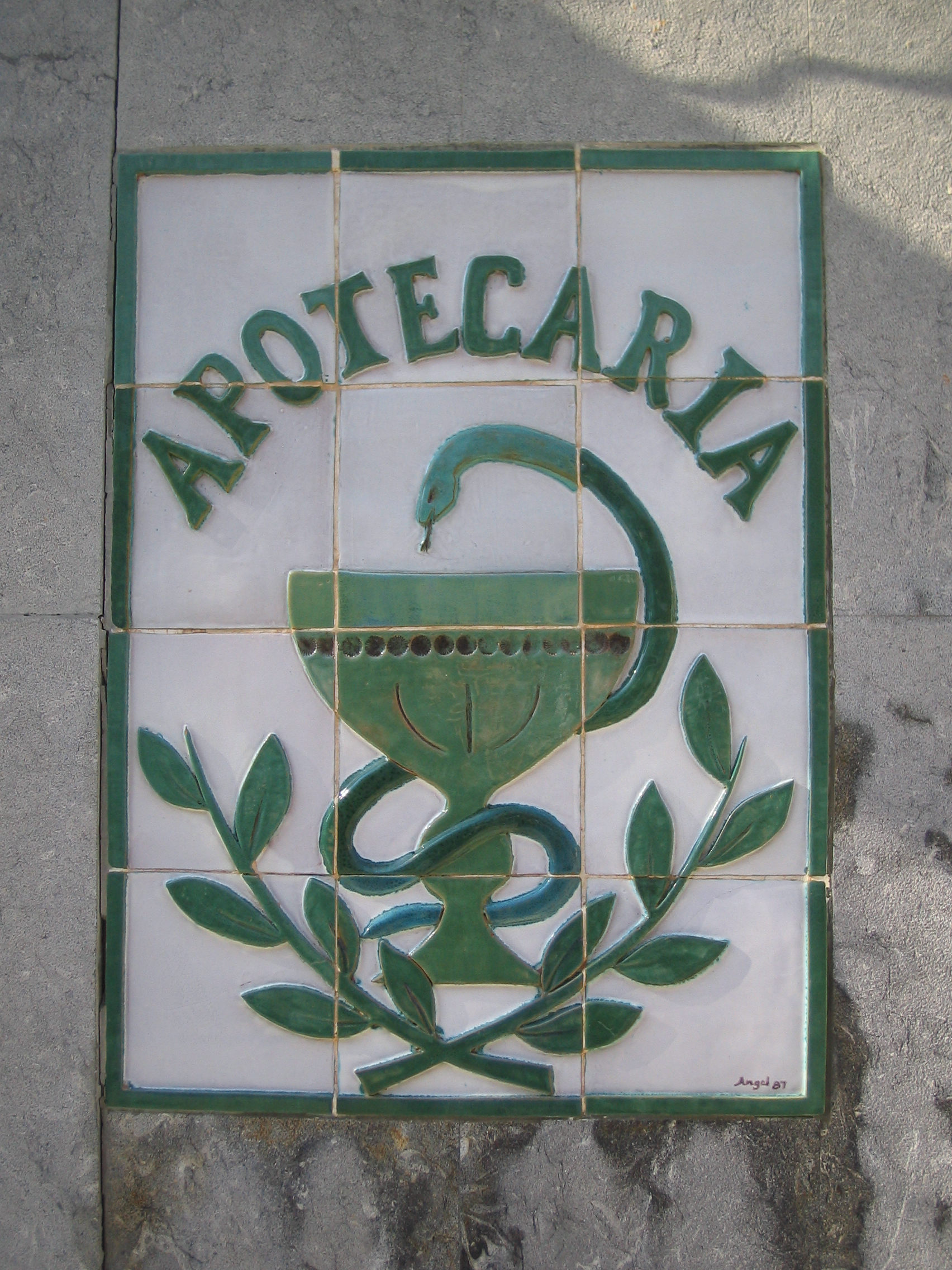
Ceràmica a Portugal
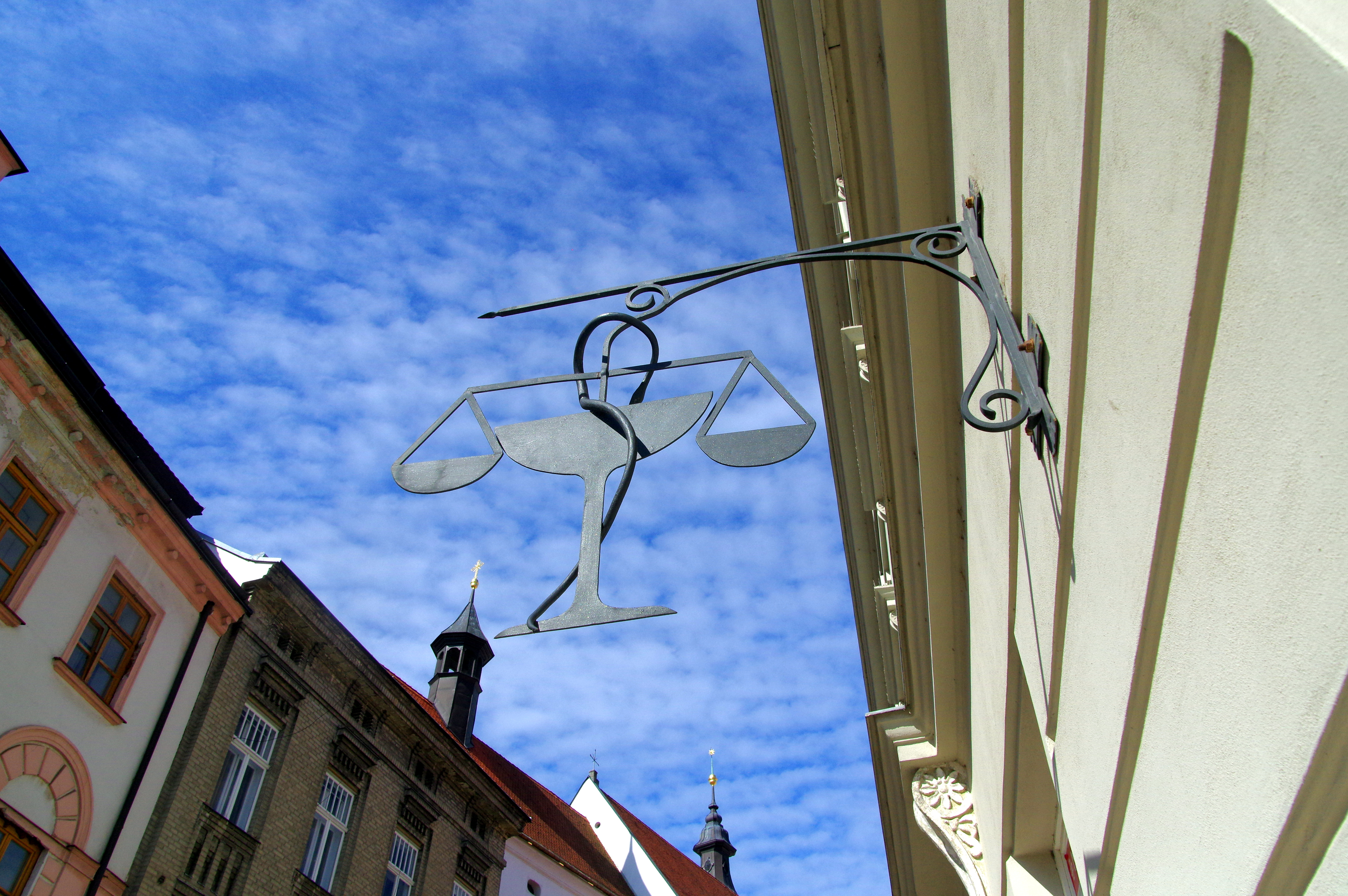
Rètol a Txèquia
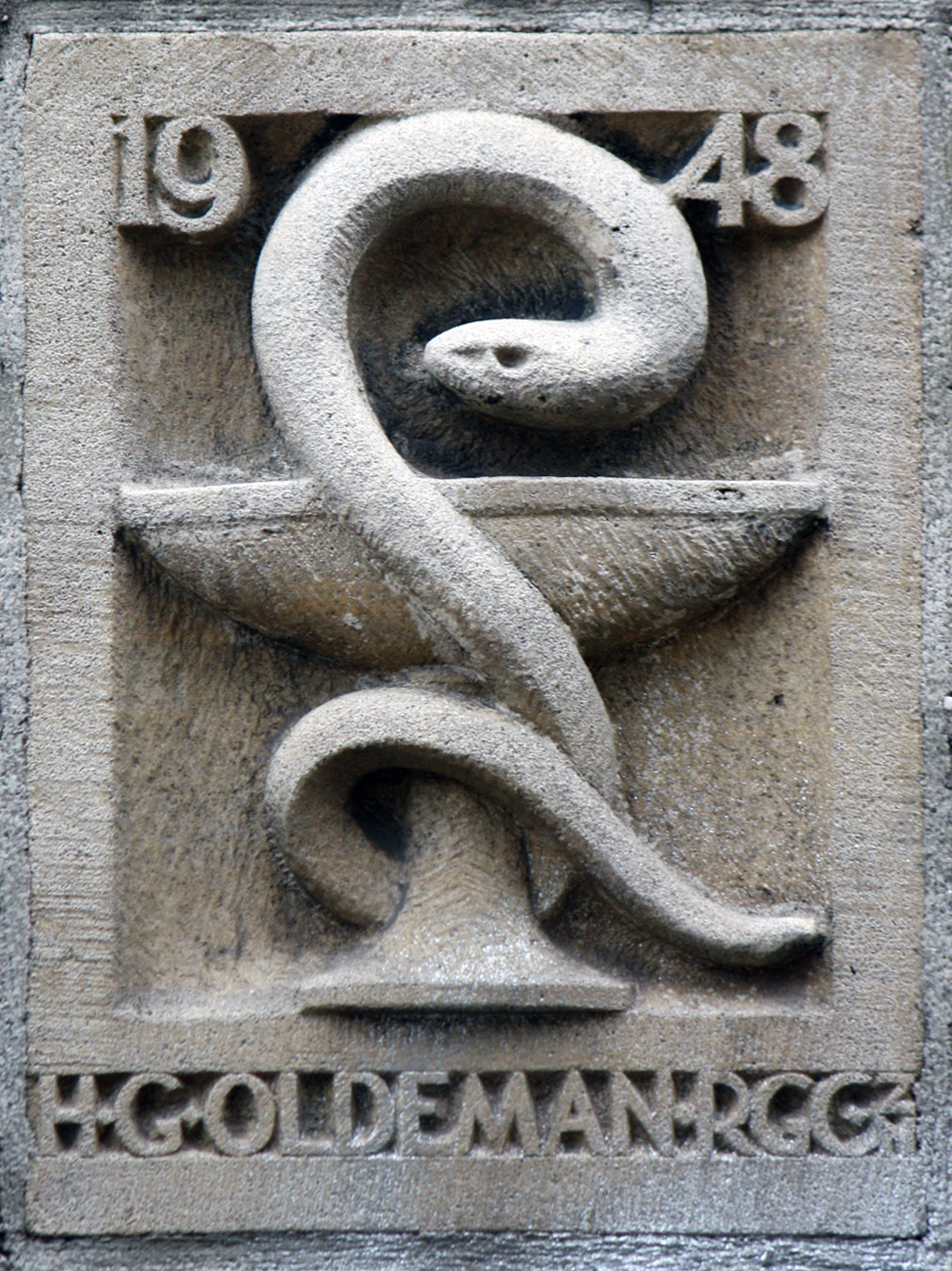
Baix relleu als Països Baixos

### Morter i mà de morter
El morter i la mà de morter són eines de la farmàcia tradicional per a preparar les receptes. Es va utilitzar durant molt temps com a símbol de les farmàcies a Europa, i encara s'utilitza a Escòcia.

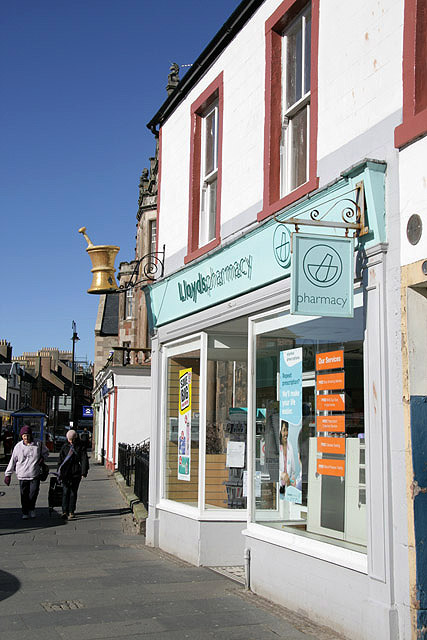
Farmàcia a Escòcia
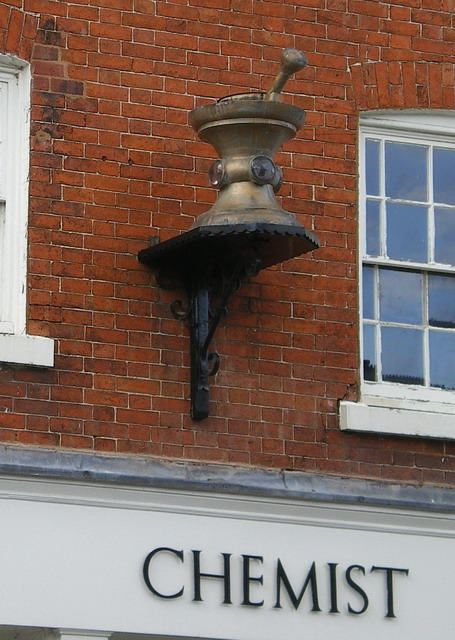
Farmàcia a Anglaterra
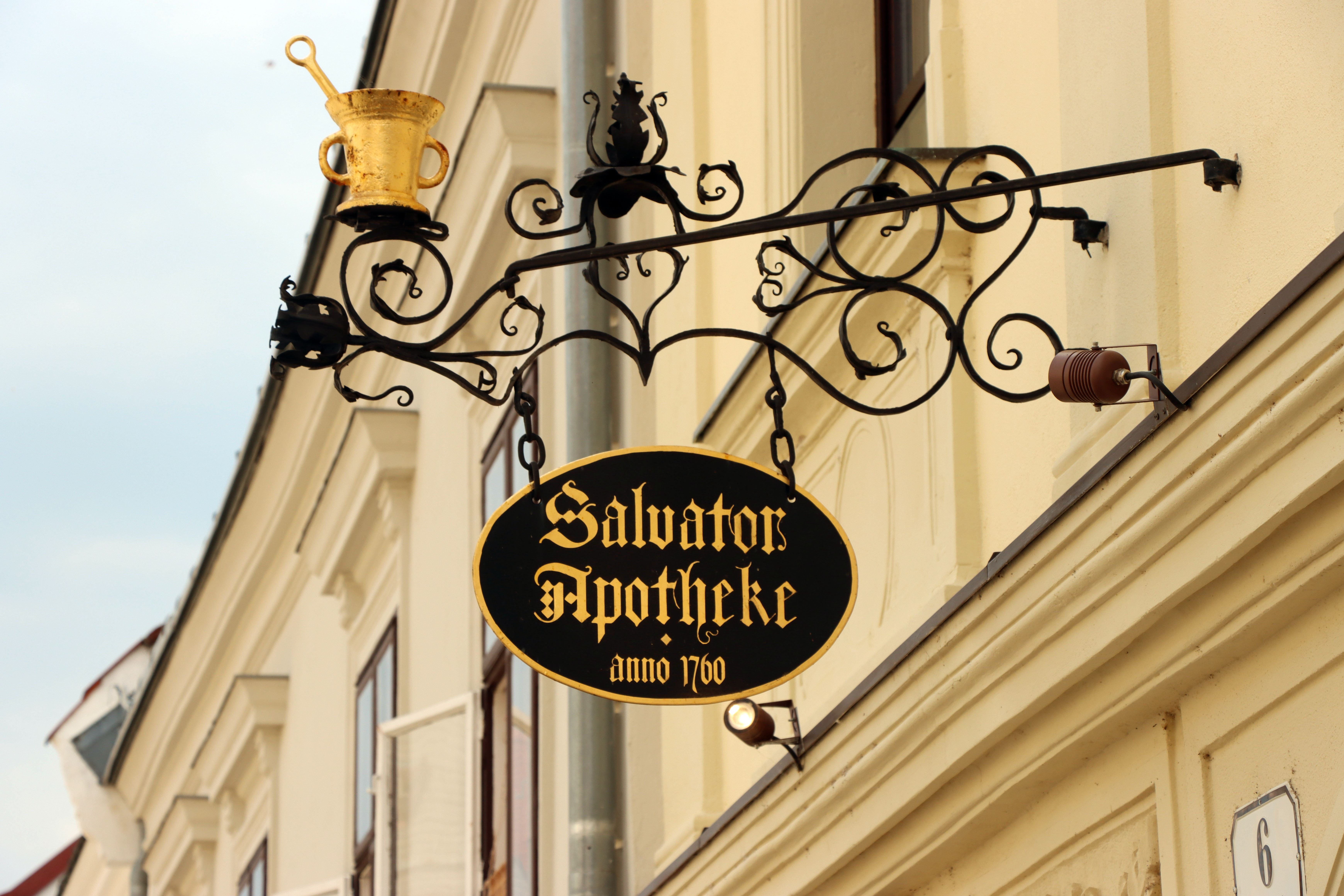
Farmàcia a Àustria

### Altres rètols

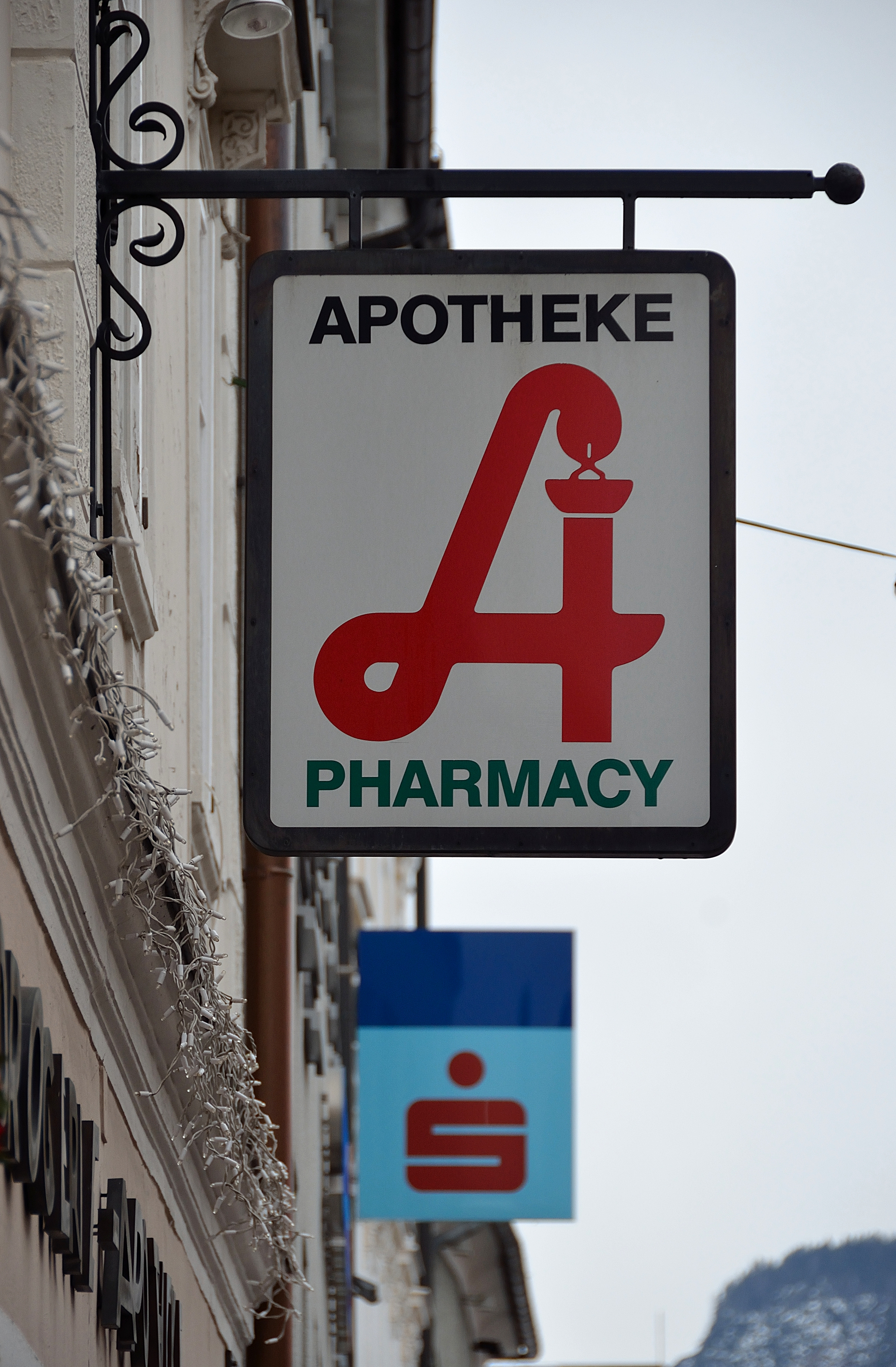
Farmàcia a Àustria
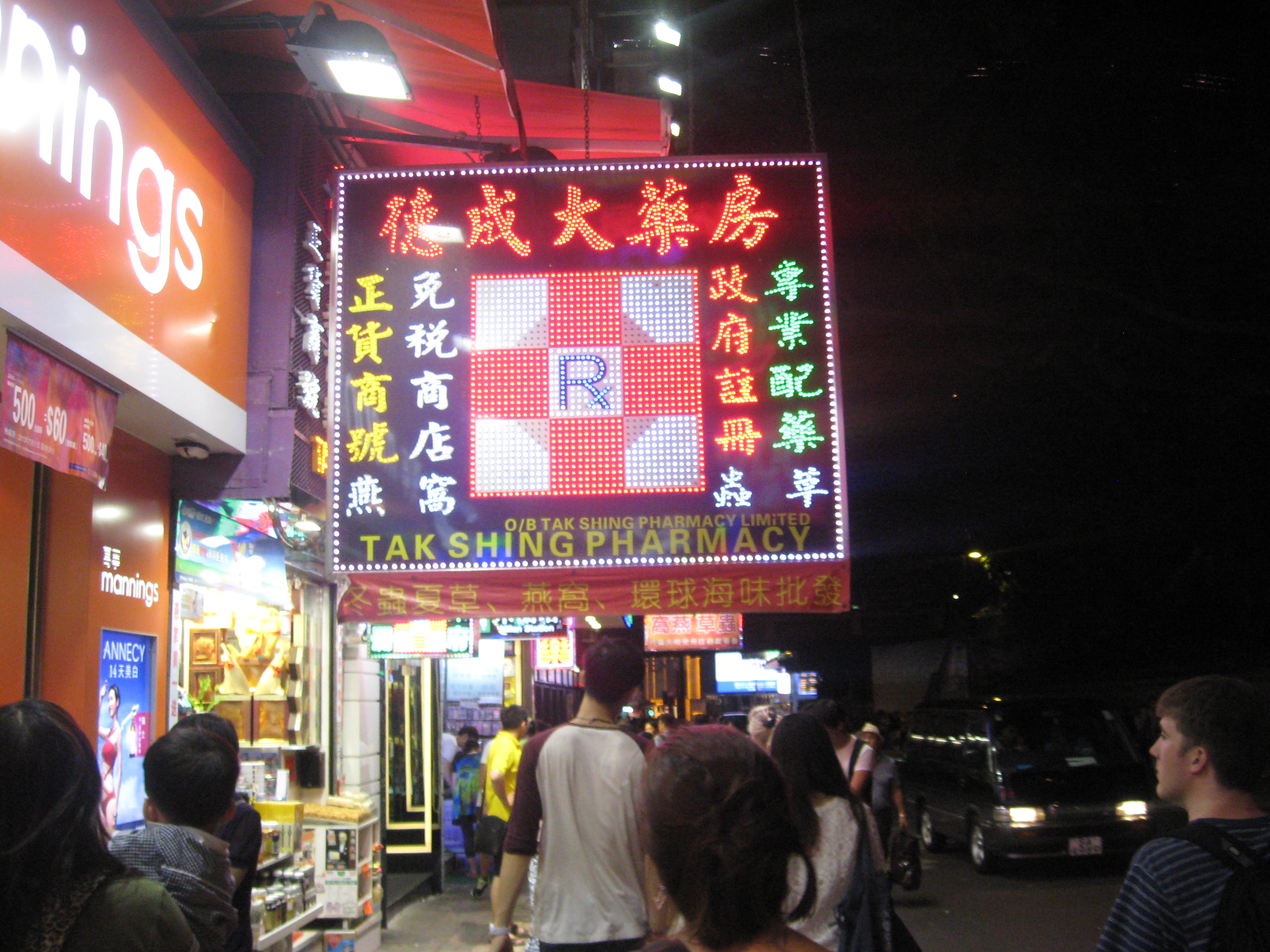
Farmàcia a Hong Kong
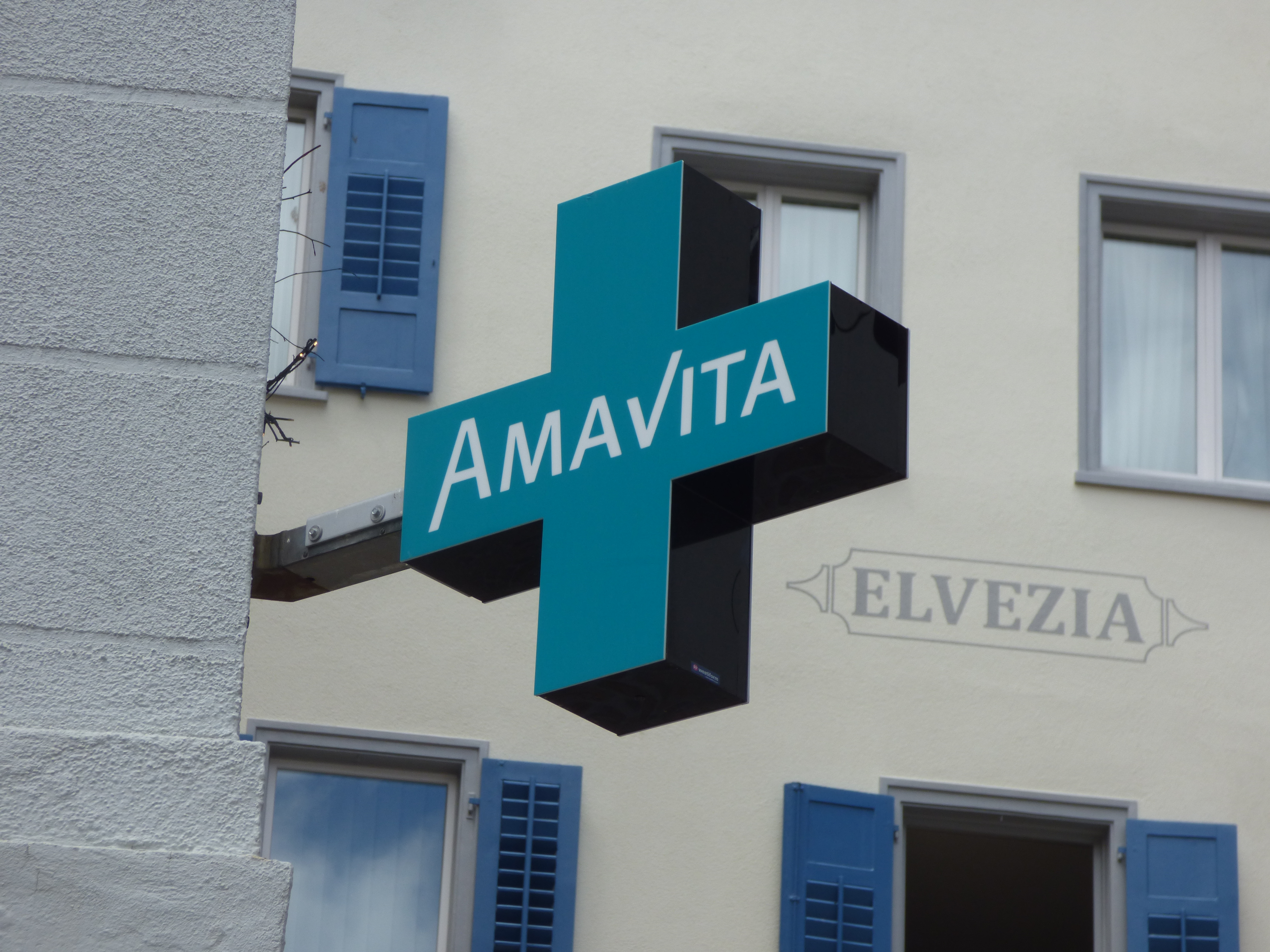
Farmàcia a Suïssa
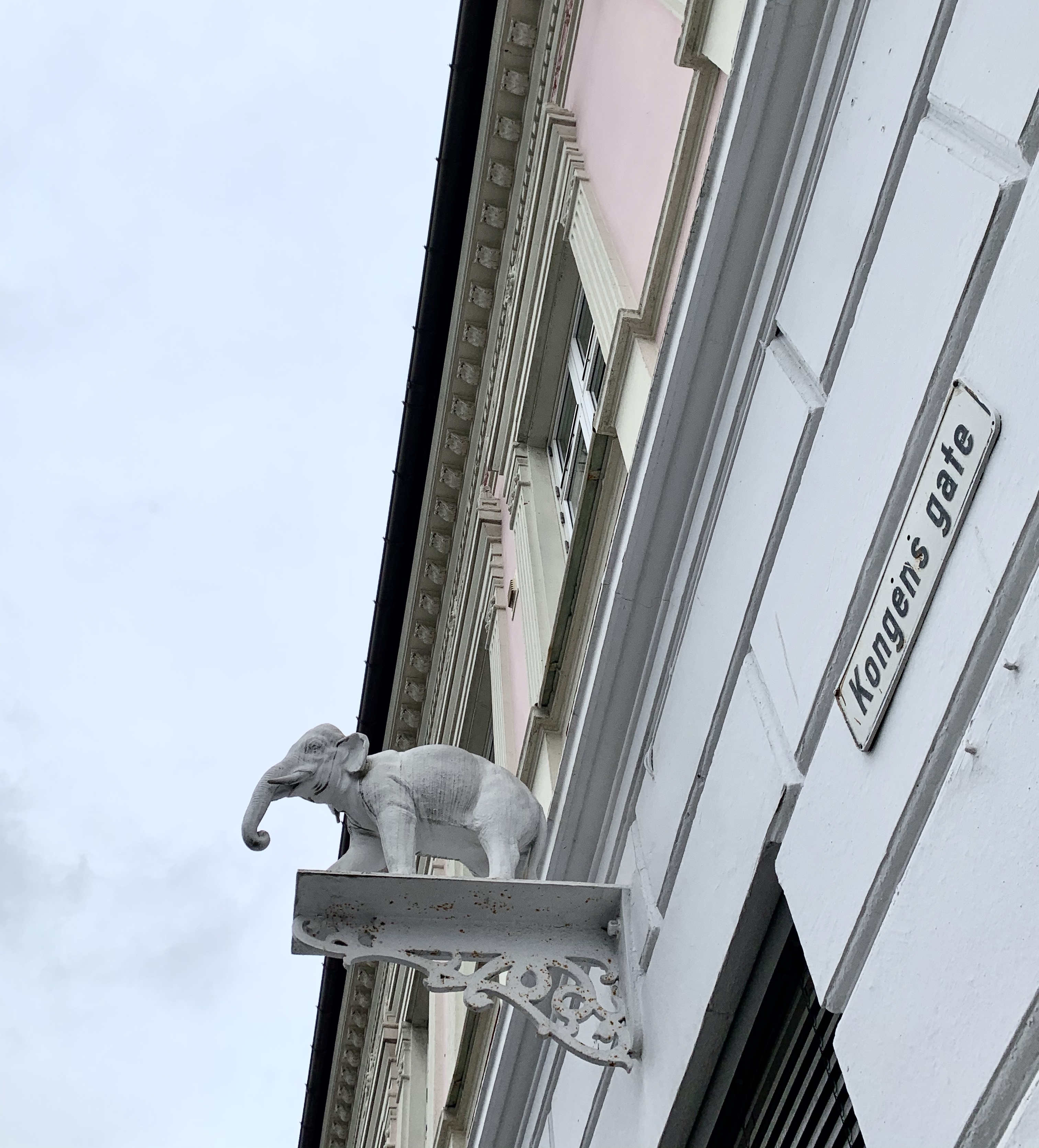
Farmàcia a Noruega
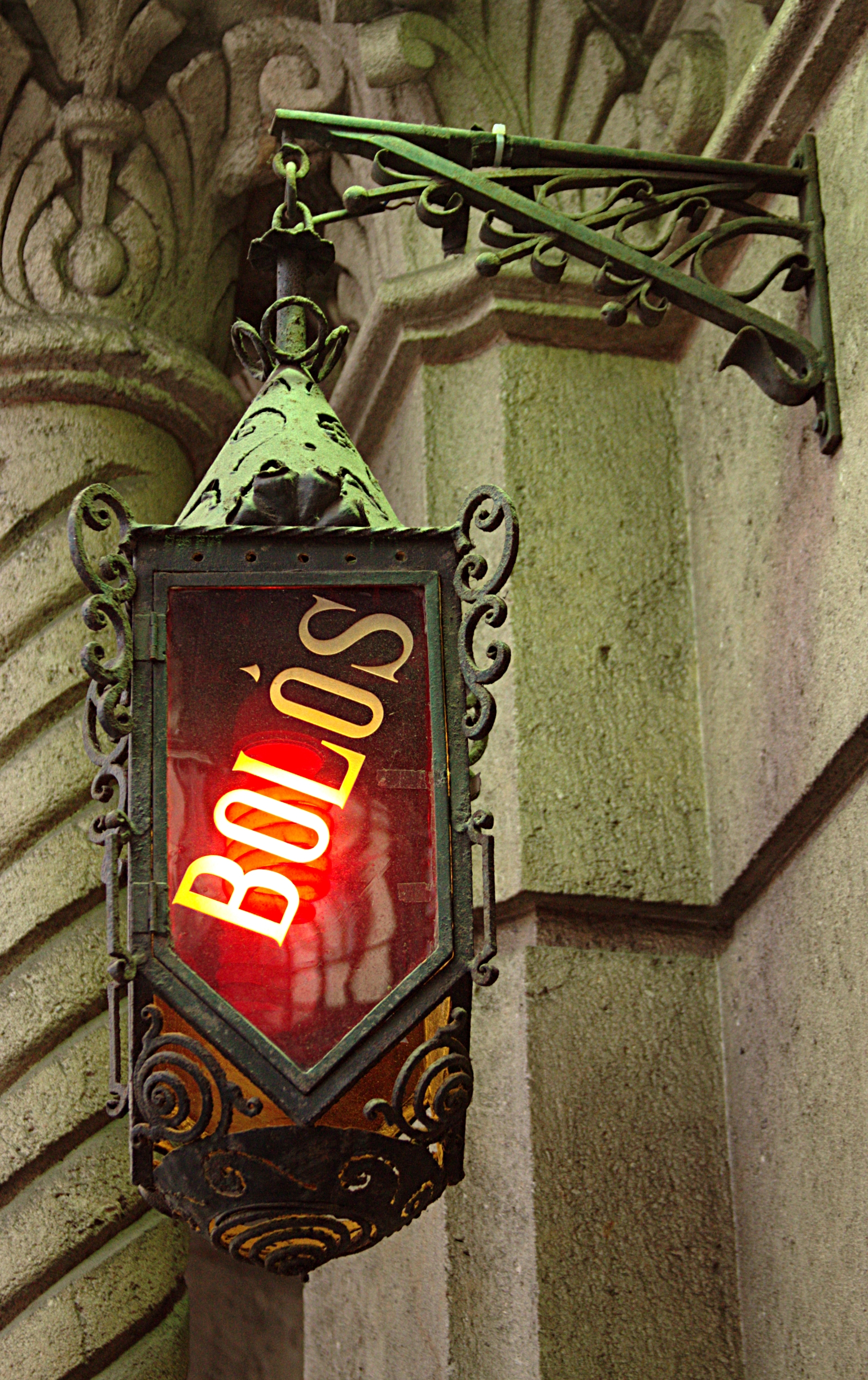
Farmàcia Bolós a Barcelona
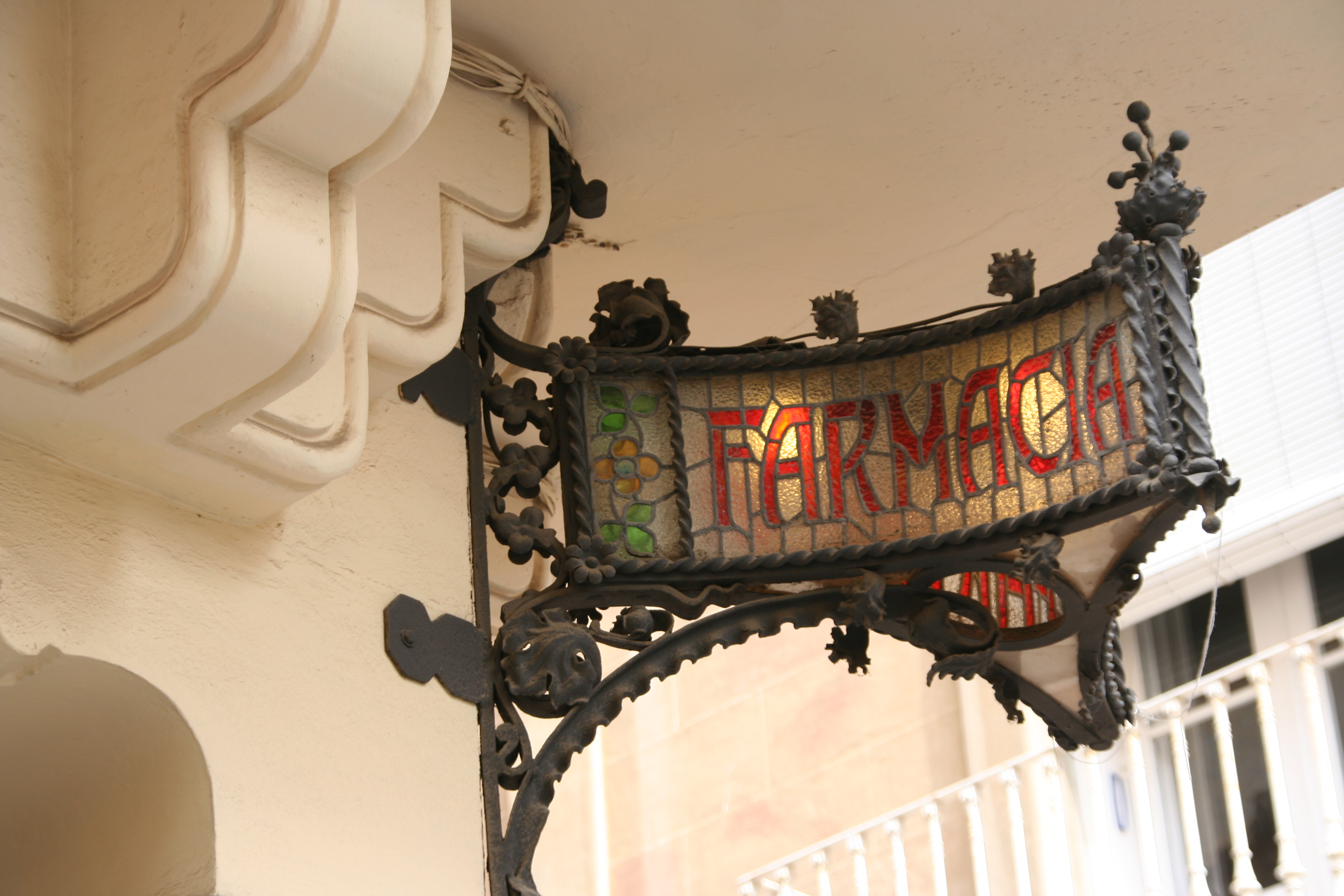
Farmàcia Ruscalleda a Sant Feliu de Guíxols